# Drobeta
A római Drobeta város a mai Románia területén, a Duna bal partján, a mai Szörényvár helyén állt. Ez volt az egyik legkorábbi római település Dácia provinciában, és kiemelt stratégiai jelentőséggel bírt. Az erőd és a település kulcsszerepet játszott a Dáciába vezető császári út védelmében és ellenőrzésében. Hadrianus császár uralkodása alatt városi rangot kapott, Municipium Publikum Aelium Hadrianum Drobeta néven, majd Septimius Severus császár colonia rangra emelte (Colonia Septimia Drobeta).

## Története
Területe már 102-ben római fennhatóság alá került, mivel itt épült fel a provincia első kőépítményei között számon tartott katonai tábor (castrum), valamint a Duna felett átívelő Traianus-híd, amelyet a császár második dák háborúja (103–105) előkészítésének részeként emeltek. A tábor körül fokozatosan kialakult egy civil település (vicus), amely megőrizte a dák Drobeta vagy Drubeta nevet. A város gazdasági és kereskedelmi központtá fejlődött, amely szoros kapcsolatot ápolt a Duna kikötőivel.

## Településszerkezet és városkép

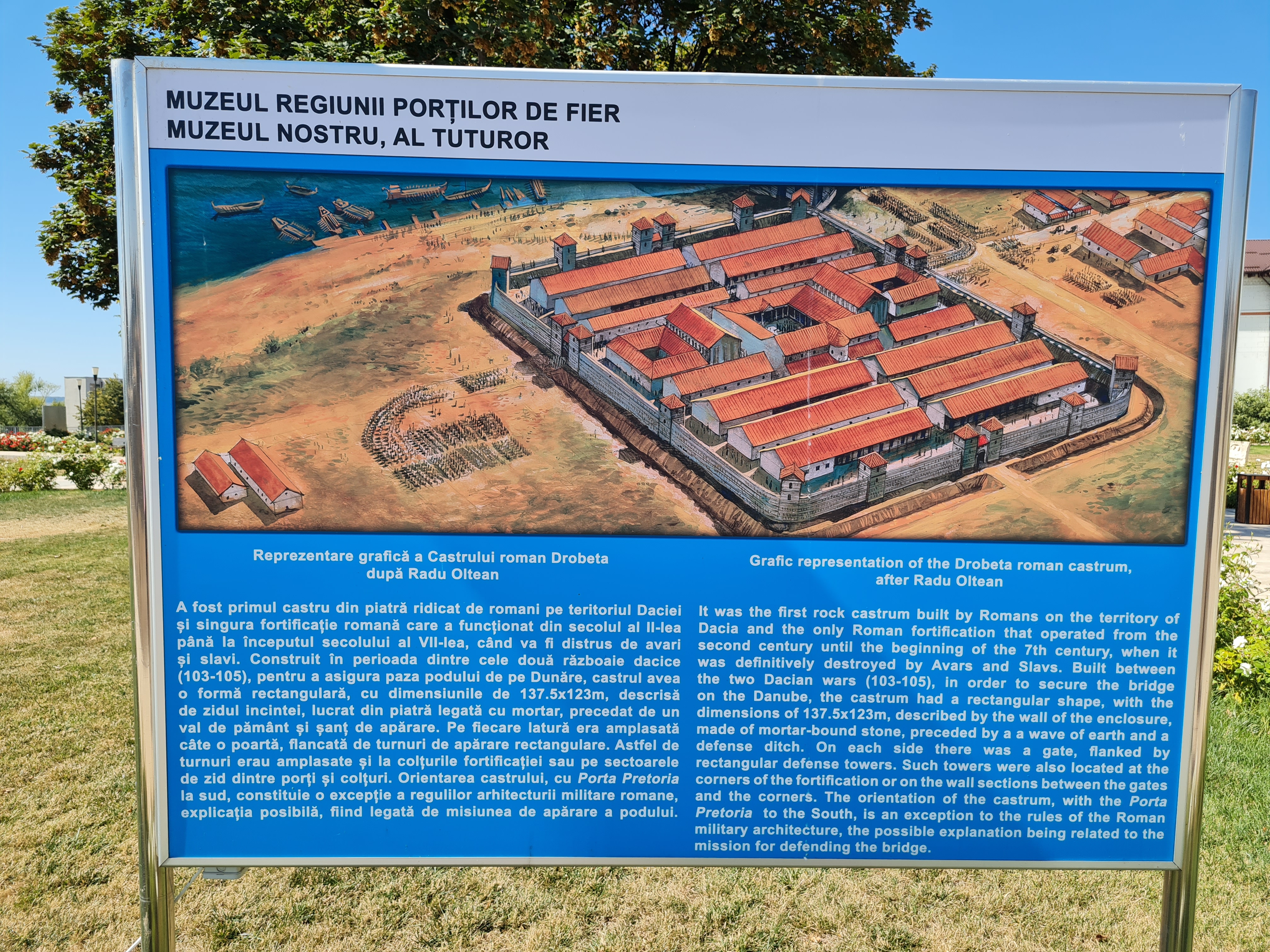
Drobeta római erődjének rekonstrukciója

A római város a katonai tábor köré szerveződött, főként kelet, észak és nyugat irányába terjeszkedve. Védelme nem falakra, hanem egy téglaépítményre, egy 10 méter széles árokra és egy földsáncra (agger) épült. A város szabálytalan sokszög alakú volt, amely hosszan elnyúlt a Duna mentén. Kiterjedése kb. 3800 méter volt. A Duna mentén több római kori épület maradványai voltak láthatók, köztük egy kikötő, fürdőkomplexum (thermae) és egy lépcsősor, amely a folyóhoz vezetett. A város fő temetője a Diernába vezető út mentén helyezkedett el, kiterjedve egészen a Duna közelébe. Egy másik sírcsoportot a keleti városkapu mellett fedeztek fel, az Amutria felé vezető út kezdetén, amelyet a Tabula Peutingeriana is említ.

## A város népessége és kulturális sajátosságai
A feltárt sírok különböző temetkezési szokásokat tükröztek, beleértve a hamvasztásos és a csontvázas temetkezéseket. A leletek – például ékszerek, kerámiák és sírkövek – információkat nyújtanak a római Drobeta lakosságának társadalmi rétegződéséről és vallási szokásairól. A sírfeliratok szerint a város elitje és a római hadsereg veteránjai is jelen voltak a térségben. A feltárt tárgyak egy része ma a Turnu Severin Régészeti Múzeumban található, ahol a látogatók megismerhetik Drobeta római kori örökségét.